# THE IDOLM@STER MASTER SPECIAL
'THE IDOLM@STER MASTER SPECIAL' (아이돌마스터 마스터 스페셜)은 2008년 12월 10일부터 일본 컬럼비아에서 발매되고 있는 PSP 전용 게임 'THE IDOLM@STER SP'의 사운드 트랙 CD시리즈이다.

## 개요
각 아이돌의 솔로 신곡이나 커버곡 등이 수록되고 있다.
'01~06' 그럼 각 작품에 2명의 아이돌이 등장해, 신곡은 각 아이돌이 솔로로 노래하는 곡 외에, 전타이틀 공통의 듀엣곡 'L·O·B·M'가 수록된다. 덧붙여 커버곡은 'THE IDOLM@STER MASTER SPECIAL -리퀘스트 스페셜-'이라고 제목을 붙여 공모되고 있다.
'WINTER'과 'SPRING'은 각 CD에 6명씩 등장해, 'SP'용으로 DLC 전달된 신곡 1곡과 CD용 신곡 2곡, 각각의 계절을 테마로 한 커버곡을 6곡 수록한 CD.
'Colorful Days'와 '오버마스터'에는 CD만의 통상판과 DVD 첨부의 한정판이 있어, 또 양CD동시 구입 특전으로서 선착으로 '미니노보리와 이벤트 응모 엽서'가 메이커 특전으로서 선물 되었다. 덧붙여 2008년 11월 21일- 2008년 12월 3일까지의 기간 한정으로, 양 악곡의 게임 버전이 휴대 사이트인 아니메로믹스 '아니메로☆노래'에서 벌노래로서 무료 전달되었다.

## 765 Colorful Days
2008년 12월 10일 발매. 오리콘 데일리 랭킹 첫등장 4위, 오리콘주간 랭킹 첫등장 12위 (매상 매수 11,445매).
'SP'의 주제가인 'Colorful Days'와 CD오리지널곡 '빈틈', 카즌의 커버인 '사일런트 나이트'를 수록.

## 961 오버마스터
2008년 12월 10일 발매. 오리콘 데일리 랭킹 첫등장 3위, 오리콘주간 랭킹 첫등장 11위 (매상 매수 11,644매).
'SP'의 삽입노래인 '오버마스터'와 CD오리지널곡 'KisS', 케츠메이시의 커버인 '성스러운 밤에'를 수록.

## 01 아마미 하루카·타카츠키 야요이
수록곡
1. 소녀여 큰 뜻을 안아라!! 
가: 아마미 하루카(나카무라 에리코)
작사: yura, 작곡·편곡: 백호우보, 편곡: 경가순
2. 겐키트립파
가: 타카츠키 야요이(니고 마야코)
작사·작곡·편곡: NBGI(움푹 팬 곳 히로시)
3. 토크 01
4. 그것이, 사랑이지요
가: 아마미 하루카(나카무라 에리코)
작사: 시모카와봐 나라, 작곡·편곡: Sin
오리지널 아티스트: 시모카와봐 나라
5. 주문을 주어
가: 타카츠키 야요이(니고 마야코)
작사: NBGI(고토 히로유키), 작곡·편곡: NBGI(고사키 사토루)
오리지널 아티스트: 코하라 나나
6. 토크 02
7. Do-Dai(M@STER VERSION)
가: 타카츠키 야요이(니고 마야코)
작사: NBGI(mft), 작곡·편곡: NBGI(나카가와 코지)
8. 나는 아이돌♡(SINGLE VERSION)
가: 아마미 하루카(나카무라 에리코)
작사: 나카무라 메구미, 작곡·편곡: NBGI(사사키 히로시인)
9. 토크 03
10. i(REM@STER-A)
가: 아마미 하루카(나카무라 에리코)·타카츠키 야요이(니고 마야코)
작사: 나카무라 메구미, 작곡·편곡: NBGI(사사키 히로시인), 어레인지: 카와다류하
11. 토크 04
12. L·O·B·M
가: 타카츠키 야요이(니고 마야코)·아마미 하루카(나카무라 에리코)
작사: NBGI(mft), 작곡·편곡: NBGI(타카다 류이치)
13. 소녀여 큰 뜻을 안아라!! (오리지널 가라오케)
작사: yura, 작곡·편곡: 백호우보, 편곡: 경가순
14. 겐키트립파(오리지널 가라오케)
작사·작곡·편곡: NBGI(움푹 팬 곳 히로시)
15. 보너스 트랙 토크

## 02 아키즈키 리츠코·후타미 아미/마미
수록곡
1. livE
가: 아키즈키 리츠코(와카바야시 나오미)
작사: yura Dark, 작곡: 하시모토 유카리
2. 여명 스타 라인
가: 후타미 아미/마미(시모다 아사미)
작사: NBGI(LindaAI-CUE), 작곡·편곡: NBGI(증 후치 유지)
3. 토크 01
4. Resolution
가: 아키즈키 리츠코(와카바야시 나오미)
작사: 니시와키다만, 작곡·편곡: 죠·리노이에
오리지널 아티스트: ROmantic Mode
5. 푸른 하늘의 눈물
가: 후타미 아미/마미(시모다 아사미)
작사: 타카하시 히토미·와타나베 여름 봐, 작곡·편곡: 타나카 히데노리
오리지널 아티스트: 타카하시 히토미
6. 토크 02
7. 써니
가: 후타미 아미/마미(시모다 아사미)
작사: NBGI(mft), 작곡·편곡: NBGI(나카가와 코지)
8. shiny smile(M@STER VERSION)
가: 아키즈키 리츠코(와카바야시 나오미)
작사: 아침해제, 작곡·편곡: NBGI(Yoshi)
9. 토크 03
10. my song(REM@STER-A)
가: 아키즈키 리츠코(와카바야시 나오미)·후타미 아미/마미(시모다 아사미)
작사: yura, 작곡·편곡: 고사키 사토루, 어레인지: 카와다류하
11. 토크 04
12. L·O·B·M
가: 후타미 아미/마미(시모다 아사미)·아키즈키 리츠코(와카바야시 나오미)
작사: NBGI(mft), 작곡·편곡: NBGI(타카다 류이치)
13. livE(오리지널 가라오케)
작사: yura Dark, 작곡: 하시모토 유카리
14. 여명 스타 라인(오리지널 가라오케)
작사: NBGI(LindaAI-CUE), 작곡·편곡: NBGI(증 후치 유지)
15. 보너스 트랙 토크

## 03 키사라기 치하야·가나하 히비키
수록곡
1. arcadia
가: 키사라기 치하야(이마이 아사미)
작사: 시로세채, 작곡·편곡: 우에마츠범강, 편곡: 나카야마 신두
2. Next Life
가: 가나하 히비키(누마쿠라 마나미)
작사·작곡·편곡: NBGI(토야마 아키라효)
3. 토크 01
4. Is This Love
가: 가나하 히비키(누마쿠라 마나미)
작사·작곡·편곡: 하야마탁량
오리지널 아티스트: EARTH
5. 먼 음악
가: 키사라기 치하야(이마이 아사미)
작사: 원마스미, 작곡·편곡: 키라지언
오리지널 아티스트: ZABADAK
6. 토크 02
7. inferno
가: 키사라기 치하야(이마이 아사미)
작사: yura Dark, 작곡·편곡: 등말수, 편곡: 쿠사노좋아 히로
8. 오버마스터(M@STER VERSION)
가: 가나하 히비키(누마쿠라 마나미)
작사: NBGI(mft), 작곡·편곡: NBGI(나카가와 코지), 편곡: NBGI(증 후치 유지)
9. 토크 03
10. Do-Dai(REM@STER-B)
가: 키사라기 치하야(이마이 아사미)·가나하 히비키(누마쿠라 마나미)
작사: yura, 작곡·편곡: 고사키 사토루, 어레인지: 카와다류하
11. 토크 04
12. L·O·B·M
가: 가나하 히비키(누마쿠라 마나미)·키사라기 치하야(이마이 아사미)
작사: NBGI(mft), 작곡·편곡: NBGI(타카다 류이치)
13. arcadia(오리지널 가라오케)
작사: 시로세채, 작곡·편곡: 우에마츠범강, 편곡: 나카야마 신두
14. Next Life(오리지널 가라오케)
작사·작곡·편곡: NBGI(토야마 아키라효)
15. 보너스 트랙 토크

## 04 하기와라 유키호·시죠 타카네
수록곡
1. ALRIGHT*
가: 하기와라 유키호(오치아이 유리카)
작사: yura, 작곡·편곡: cota, 편곡; 세키 쥰지로우
2. 플라워 걸
가: 시죠 타카네(하라 유미)
작사: NBGI(Yoshi)·NBGI(kyon), 작곡·편곡: NBGI(Yoshi)
3. 토크 01
4. 바람과 구름과 나
가: 하기와라 유키호(오치아이 유리카)
작사: 마이카 프로젝트, 작곡·편곡: 쿠마가이 사치코
오리지널 아티스트: 쿠마가이 사치코
5. 상냥한 양손[Japanese ver. ]
가: 시죠 타카네(하라 유미)
작사·작곡·편곡: 후쿠다고대
오리지널 아티스트: 미타니붕세
6. 토크 02
7. 오버마스터(M@STER VERSION)
가: 하기와라 유키호(오치아이 유리카)
작사: NBGI(mft), 작곡·편곡: NBGI(나카가와 코지), 편곡: NBGI(증 후치 유지)
8. Colorful Days(M@STER VERSION)
가: 시죠 타카네(하라 유미)
작사: 나카무라 메구미, 작곡·편곡: NBGI(사사키 히로시인)
9. 토크 03
10. shiny smile(REM@STER-B)
가: 하기와라 유키호(오치아이 유리카)·시죠 타카네(하라 유미)
작사: 아침해제, 작곡·편곡: NBGI(Yoshi), 어레인지: 히라사와 아츠시
11. 토크 04
12. L·O·B·M
가: 시죠 타카네(하라 유미)·하기와라 유키호(오치아이 유리카)
작사: NBGI(mft), 작곡·편곡: NBGI(타카다 류이치)
13. ALRIGHT*(오리지널 가라오케)
작사: 시로세채, 작곡·편곡: 우에마츠범강, 편곡: 나카야마 신두
14. 플라워 걸(오리지널 가라오케)
작사·작곡·편곡: NBGI(토야마 아키라효)
15. 보너스 트랙 토크

## 05 키쿠치 마코토·미우라 아즈사
수록곡
1. Mythmaker
가: 미우라 아즈사(타카하시 치아키)
작사·작곡·편곡: NBGI(LindaAI-CUE)
2. 자전거
가: 키쿠치 마코토(히라타 히로미)
작사: 시로세채, 작곡: 이토심 타로
3. 토크 01
4. 나트노하나
가: 키쿠치 마코토(히라타 히로미)
작사: 젓가락도 풍부해 가, 작곡·편곡: 타니구치 나오히사, 편곡: CHOKKAKU
오리지널 아티스트: JUJU
5. 지름길로 가고 싶다
가: 미우라 아즈사(타카하시 치아키)
작사: 스가 쿄코, 작곡·편곡: 야마카와 메구미진자
오리지널 아티스트: 스가 쿄코
6. 토크 02
7. YES ♪
가: 키쿠치 마코토(히라타 히로미)
작사: yura, 작곡·편곡: 와카바야시 미츠루
8. 함께
가: 미우라 아즈사(타카하시 치아키)
작사: yura, 작곡·편곡: 등말수
9. 토크 03
10. shiny smile(REM@STER-A)
가: 키쿠치 마코토(히라타 히로미)·미우라 아즈사(타카하시 치아키)
작사: 아침해제, 작곡·편곡: NBGI(Yoshi), 어레인지: 림부 아키코
11. 토크 04
12. L·O·B·M
가: 미우라 아즈사(타카하시 치아키)·키쿠치 마코토(히라타 히로미)
작사: NBGI(mft), 작곡·편곡: NBGI(타카다 류이치)
13. Mythmaker(오리지널 가라오케)
작사·작곡·편곡: NBGI(LindaAI-CUE)
14. 자전거(오리지널 가라오케)
작사: 시로세채, 작곡: 이토심 타로
15. 보너스 트랙 토크

## 06 호시이 미키·미나세 이오리
수록곡
1. 쇼킹한 그
가: 호시이 미키(하세가와 아키코)
작사: NBGI(mft), 작곡·편곡: NBGI(나카가와 코지), 편곡: NBGI(증 후치 유지)
2. 리조라
가: 미나세 이오리(쿠기미야 리에)
작사: 시로세채, 작곡·편곡: 야나기다시유
3. 토크 01
4. 래빗 패닉
가: 미나세 이오리(쿠기미야 리에)
작사·작곡·편곡: 사사키 토모코
오리지널 아티스트: 세라니포지
5. 진한 주홍
가: 호시이 미키(하세가와 아키코)
작사: 나가세 히로키, 작곡·편곡: 야나기사와 히데키
오리지널 아티스트: 시마타니 히토미
6. 토크 02
7. Do-Dai(REM@STER-A)
가: 호시이 미키(하세가와 아키코)·미나세 이오리(쿠기미야 리에)
작사: NBGI(mft), 작곡·편곡: NBGI(나카가와 코지), 어레인지: Low-tech Son
8. 메리
가: 호시이 미키(하세가와 아키코)
작사: yura, 작곡·편곡: Funta
9. 토크 03
10. my song(M@STER VERSION)
가: 미나세 이오리(쿠기미야 리에)
작사: yura, 작곡·편곡: 고사키 사토루
11. 토크 04
12. L·O·B·M
가: 미나세 이오리(쿠기미야 리에)·호시이 미키(하세가와 아키코)
작사: NBGI(mft), 작곡·편곡: NBGI(타카다 류이치)
13. 쇼킹한 그(오리지널 가라오케)
작사: NBGI(mft), 작곡·편곡: NBGI(나카가와 코지), 편곡: NBGI(증 후치 유지)
14. 리조라(오리지널 가라오케)
작사: 시로세채, 작곡·편곡: 야나기다시유
15. 보너스 트랙 토크
16. Colorful Days (M@STER VERSION 12 Colors) 
가: 호시이 미키(하세가와 아키코), 가나하 히비키(누마쿠라 마나미), 시죠 타카네(하라 유미)
작사: 나카무라 메구미, 작곡·편곡: NBGI(사사키 히로시인)

## WINTER
수록곡
1. Large Size Party
가: 미우라 아즈사(타카하시 치아키) · 시죠 타카네(하라 유미) · 키사라기 치하야(이마이 아사미)
작사: 세라우미, 작곡: 미야지마 리츠코, 편곡: 쿠사노좋아 히로
2. 따뜻한 눈
가: 호시이 미키(하세가와 아키코) · 타카츠키 야요이(니고 마야코) · 후타미 아미/마미(시모다 아사미)
작사: 시로세채, 작곡: 고자 타쿠토, 편곡: 마르야마테트오
3. SCENE01
4. 원더☆윈터☆얏타!!
가: 후타미 아미/마미(시모다 아사미)
작사: 아오키 쿠미코, 작곡: 마세 공사, 편곡: 사토 나오키
오리지널 아티스트: 고죠 마유미
5. 치킨 라이스
가: 타카츠키 야요이(니고 마야코)
작사: 마츠모토 히토시, 작곡·편곡: 마키하라 타카유키
오리지널 아티스트: 하마다아공과 마키하라 타카유키
6. 1시간 지연의 나의 천사~Lately X'mas~
가: 호시이 미키(하세가와 아키코)
작사: 풍당미키, 작곡·편곡: 쿠스세 세이시로우
오리지널 아티스트: 쿠스세 세이시로우
7. SCENE02
8. 멋진 홀리데이
가: 미우라 아즈사(타카하시 치아키)
작사·작곡: 타케우치 마리아, 편곡: 핫토리극구
오리지널 아티스트: 타케우치 마리아
9. 먼 거리에서
가: 키사라기 치하야(이마이 아사미)
작사: 이마이 미키, 작곡·편곡: 히사이시양
오리지널 아티스트: 이마이 미키
10. WINTER COMES AROUND (겨울의 하루)
가: 시죠 타카네(하라 유미)
작사: 코무로 미츠코, 작곡·편곡: 키네상등
오리지널 아티스트: TM NETWORK
11. SCENE03
12. 너는 멜로디(M@STER VERSION) 
가: 미우라 아즈사(타카하시 치아키)·시죠 타카네(하라 유미)·키사라기 치하야(이마이 아사미)·호시이 미키(하세가와 아키코)·타카츠키 야요이(니고 마야코)·후타미 아미/마미(시모다 아사미)
작사: 엔도 후비트, 작곡·편곡: NBGI(우치다 테츠야)
13. 프레젠트 트랙 01 너는 멜로디(M@STER VERSION) 오리지널 가라오케
14. 프레젠트 트랙 02 크리스마스 전용 당일 오프닝

## SPRING
수록곡
1. 체리
가: 아마미 하루카(나카무라 에리코) · 미나세 이오리(쿠기미야 리에) · 가나하 히비키(누마쿠라 마나미) · 아키즈키 리츠코(와카바야시 나오미) · 키쿠치 마코토(히라타 히로미) · 하기와라 유키호(하세 유리나)
작사: yura, 작곡·편곡: Funta7
2. SCENE01
3. 봄
가: 가나하 히비키(누마쿠라 마나미)
작사·작곡·편곡: To Be Acoustic
오리지널 아티스트: 오노 마유미
4. 색·화이트 브랜드
가: 아마미 하루카(나카무라 에리코)
작사·작곡·편곡: 타케우치 마리아
오리지널 아티스트: 나카야마 미호
5. 내일, 봄이 오면
가: 키쿠치 마코토(히라타 히로미)
작사: 사카모토 유지, 작곡·편곡: 휴가 다이스케
오리지널 아티스트: 마츠 타카코
6. SCENE02
7. 봄의 기억
가: 미나세 이오리(쿠기미야 리에)
작사·작곡·편곡: 코마츠미보
오리지널 아티스트: 코마츠미보
8. For 프루츠 바스켓
가: 하기와라 유키호(하세 유리나)
작사·작곡·편곡: 오카자키 리츠코
오리지널 아티스트: 오카자키 리츠코
9. 여행의 날에…
가: 아키즈키 리츠코(와카바야시 나오미)
작사·작곡·편곡: 카와시마 아이
오리지널 아티스트: 카와시마 아이
10. SCENE03
11. 또 봐またね (M@STER VERSION)
가: 아마미 하루카(나카무라 에리코)·미나세 이오리(쿠기미야 리에)·가나하 히비키(누마쿠라 마나미)·아키즈키 리츠코(와카바야시 나오미)·키쿠치 마코토(히라타 히로미)·하기와라 유키호(하세 유리나)
작사: 이나마을 사치코, 작곡·편곡: NBGI(Yoshi)
12. SCENE04
13. 웃어! 
가: 아마미 하루카(나카무라 에리코)
작사: 이나마을 사치코, 작곡·편곡: DY-T, 편곡: 쿠사노좋아 히로
14. 다시 또 보자(M@STER VERSION) 오리지널 가라오케
작사: 이나마을 사치코, 작곡·편곡: NBGI(Yoshi)
15. 웃어! 오리지널 가라오케
작사: 이나마을 사치코, 작곡·편곡: DY-T, 편곡: 쿠사노좋아 히로